# Žíp
Žíp (maď. Zsip) je obec na Slovensku ležící v Banskobystrickém kraji, v okrese Rimavská Sobota. K 31. 12. 2011 měla obec 226 a r. 2017 258 obyvatel .

## Poloha
Obec se nachází uprostřed Rimavské kotliny ve výšce 173 m n. m.

## Historie
První zmínka o obci pochází z roku 1295. V letech 1938–1944 byl Žíp součástí Maďarska.

## Památky
V obci se nachází kaštel z poloviny 19. století, postavený v klasicistním stylu, a gotický kostel reformované církve z 15. století, jenž prošel v 18. a 19. století dalšími přestavbami.